# ヨゼフ・フェルディナンド・ゼゲル
ヨーゼフ・フェルディナント・ノルベルト・ゼーガー（チェコ名はヨセフ・セゲル）（Josef Ferdinand Norbert Seger, *1716年3月21日 レピン - †1782年4月22日 プラハ）はドイツ系チェコ人の作曲家。旧ボヘミア楽派の重鎮。ボフスラフ・チェルノホルスキーに師事。いくつかのプラハの教会で声楽家やヴァイオリニストとして活動。1741年より教会オルガニストとしても活動。1781年にウィーン宮廷オルガニストに任命されるが、契約満了を待たずに他界した。
きわめて多作な作曲家であり、数百曲のオルガン曲のほか、数種類の宗教曲（ミサ曲、モテット、詩篇、リタニ）を手懸けている。その作品は永らく忘れられていたが、20世紀初頭になって再発見され、再び日の目を見た。

## 作品
- 前奏曲とフーガ ハ短調 【イルジナ・ポコルナによる演奏例】
- トッカータとフーガ ト短調 【ミラン・イェレンによる演奏例】